# Troistorrents
Troistorrents je obec v západní (frankofonní) části Švýcarska, v kantonu Valais. Žije zde přibližně 4 700 obyvatel.

## Geografie
Obec se nachází v údolí Val d’Illiez, jihozápadně od okresního města Monthey. Troistorrents zahrnuje přední část údolí Val de Morgins s vesnicí Morgins a přeshraniční alpský průsmyk Pas de Morgins do francouzského Chablais.

## Historie

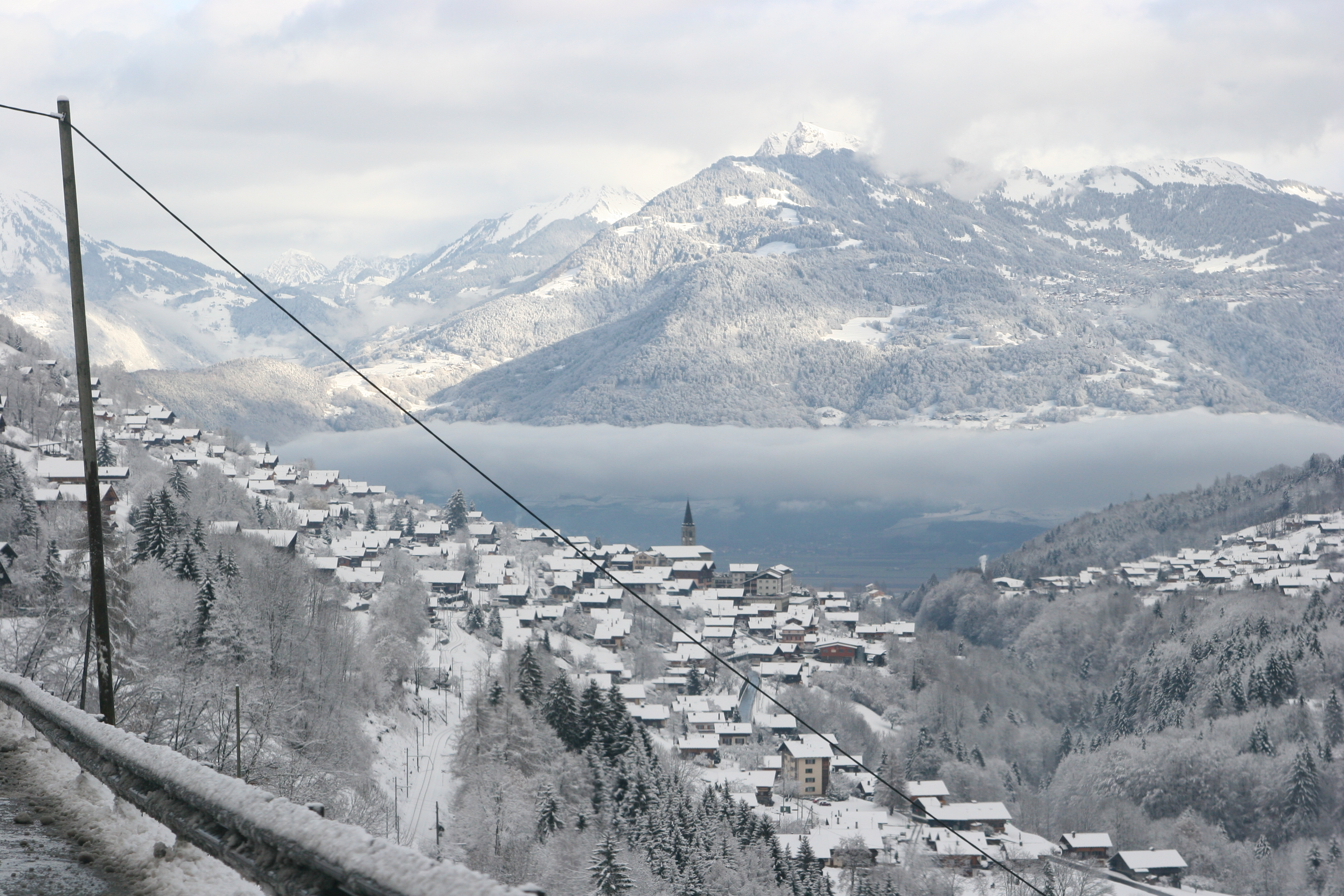
Troistorrents

Název Troistorrents pochází z latinského trans torrentium, což znamená „na druhé straně potoka“.
Troistorrents patřil ke kastelánství Monthey, které se v roce 1536 dostalo pod nadvládu horního Valais. Obec si zachovala biskupský mistrovský úřad, jehož úřad byl od roku 1480 v rukou rodu Nicoleratů. Ti jej v roce 1619 prodali rodině du Fay, která jej později postoupila obci. Nejpozději od roku 1258 až do roku 1798 vlastnilo opatství Saint-Maurice panství Chièzes (vesnice, která byla opuštěna) a Cries, které zpočátku spravoval místní správce a od roku 1503 rychtář. V roce 1505 opatství zřídilo v Chièzes vrchnostenský dvůr, a to i přes protesty rychtáře z Monthey. Kvůli přetrvávajícím sporům mezi Troistorrents, Monthey a Collombey oddělila okresní rada tyto tři obce. Od té doby tvořily Troistorrents nový kastelánský spolek. V roce 1790 se Troistorrents připojil ke vzpouře obyvatel Val d’Illiez vedené Pierrem-Mauricem Rey-Belletem. V roce 1839 Troistorrents a Illiez uznaly vládu Sierre a byly obsazeny vojsky Sionu. V roce 1847 byla obec obsazena spolkovými vojsky. V roce 1248 je zde doložena kaple, která spadala pod farnost Collombey. Troistorrents se stal samostatnou farností před rokem 1278. Kostel Sainte-Marie-Madeleine, postavený v roce 1702, byl obnoven v roce 1959. Každá vesnice v obci má svou vlastní kapli.
V obci, která se odedávna vyznačovala zemědělstvím, se pěstovalo obilí, choval dobytek a pěstovaly vinice. Ještě v roce 2005 poskytoval 1. sektor v obci 12 % pracovních míst. V období Staré konfederace byla obec známá množstvím žoldnéřů. V roce 1851 emigrovalo do Alžírska asi 60 obyvatel obce. V roce 1866 nechali měšťané postavit hotel, aby využili vznikajícího turistického průmyslu. V roce 1908 byla otevřena železniční stanice na trati Monthey–Champéry a v roce 1911 zpevněná silnice. Od 40. let 20. století se v Morgins rozvíjela zejména zimní turistika.

## Obyvatelstvo
| Rok            | 1850 | 1900 | 1950 | 2000 | 2010 | 2012 | 2014 | 2016 |
| Počet obyvatel | 1191 | 1556 | 1836 | 3567 | 4230 | 4256 | 4453 | 4568 |

## Doprava

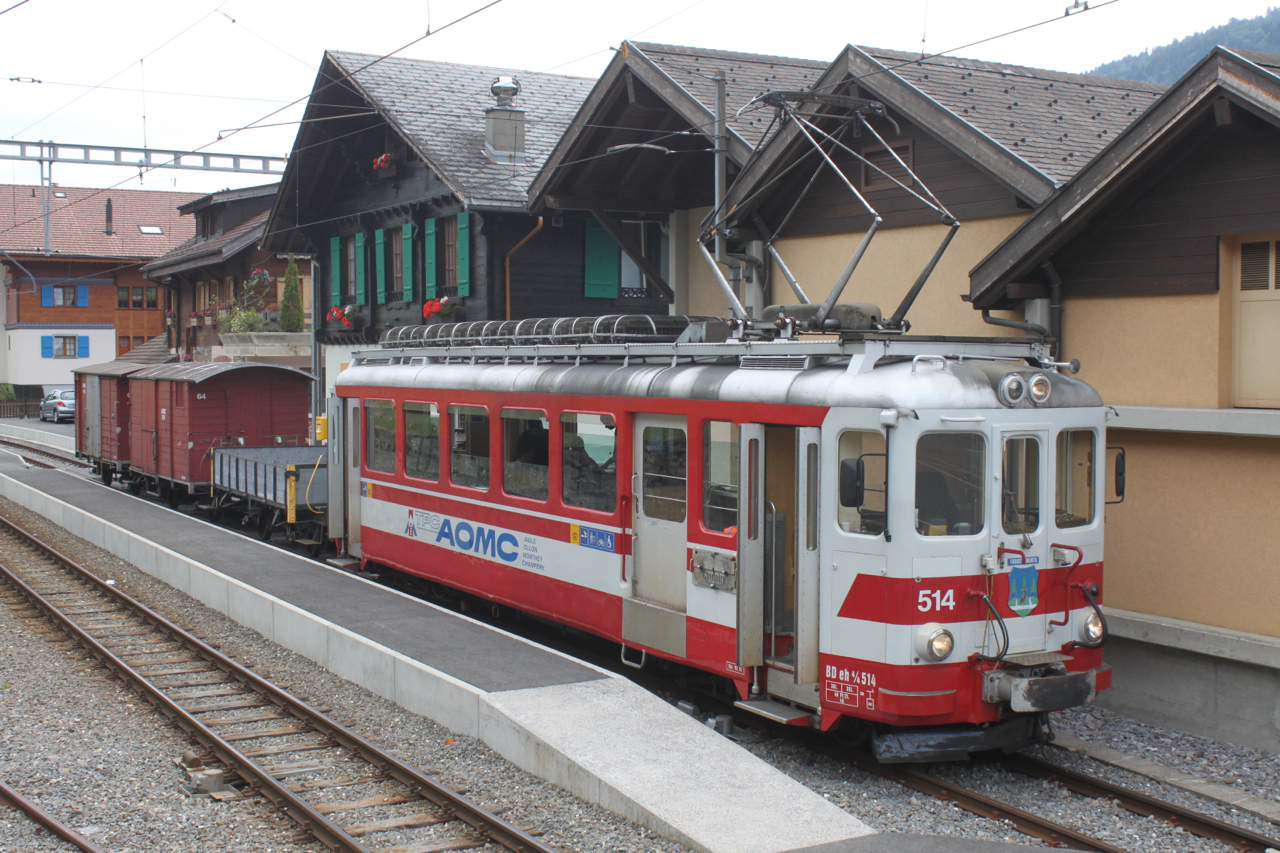
Vlak AOMC ve stanici Troistorrents

Obec leží na vedlejší silnici, která vede z Monthey do Champéry. V centru obce Troistorrents se odděluje silnice do Morgins, pokračující přes průsmyk Pas de Morgins do Francie.
Stanice Troistorrents leží na trati úzkorozchodné železnice Chemin de fer Aigle–Ollon–Monthey–Champéry (AOMC). Dalšími zastávkami na území obce jsou Chemex, Croix-du-Nant, Les Neys, Route de Morgins a Pont de Fayot.